# Zimna Woda (gmina w województwie lwowskim)
Zimna Woda – dawna gmina wiejska w powiecie lwowskim województwa lwowskiego II Rzeczypospolitej. Siedzibą gminy były Zimna Woda.
Gminę utworzono 1 sierpnia 1934 r. w ramach reformy na podstawie ustawy scaleniowej z dotychczasowych gmin wiejskich: Biłohorszcze, Kaltwasser, Rudno, Skniłów, Skniłówek, Zimna Woda i Zimna Wódka.
W 1931 r. gmina liczyła 8186 osób. Budynków mieszkalnych było 1458. W 1939r. populacja wynosiła 9670.
Po II wojnie światowej obszar gminy został odłączony od Polski i włączony do Ukraińskiej SRR.
Skład narodowy ludności gminy Zimna Woda na 1 stycznia 1939 r. wynosił:
| Wieś         | Populacja | Ukraińcy grekokatolicy | Ukraińcy – Łacinnicy | Ukraińy mówiący po polsku | Polacy | Polscy koloniści | Żydzi | Niemcy |
| ------------ | --------- | ---------------------- | -------------------- | ------------------------- | ------ | ---------------- | ----- | ------ |
| Biłohorszcze | 820       | 15                     |                      | 15                        | 780    |                  | 10    |        |
| Kaltwasser   | 770       | 100                    |                      |                           | 570    |                  | 40    | 60     |
| Rudno        | 1710      | 620                    |                      |                           | 1040   |                  | 30    | 20     |
| Skniłów      | 1650      | 930                    | 220                  |                           | 230    | 200              | 40    | 30     |
| Skniłówek    | 1260      | 560                    |                      |                           | 700    |                  |       |        |
| Zimna woda   | 2300      | 30                     |                      | 60                        | 2120   |                  | 30    | 60     |
| Zimna wódka  | 1160      |                        |                      |                           | 1160   |                  |       |        |
| Razem        | 9670      | 2255                   | 220                  | 75                        | 6600   | 200              | 150   | 170    |
| Udział       | 100%      | 23,32%                 | 2,28%                | 0,76%                     | 68,25% | 2,07%            | 1,55% | 1,76%  |